# With a Little Luck
With a Little Luck è un brano musicale del gruppo rock Wings presente nell'album London Town del 1978.

## Il brano

### Composizione, registrazione e pubblicazione
La canzone venne scritta da Paul McCartney durante il periodo nel quale sua moglie Linda, era in attesa di un bambino. La sua gravidanza causò lo stop delle attività degli Wings per un dato lasso di tempo. L'andamento gioiso ed ottimista del brano rispecchia lo stato di felice attesa della nascita del figlio da parte di McCartney.
McCartney compose il brano nella sua fattoria in Scozia e lo registrò a bordo della barca "Fair Carol" durante un soggiorno alle Isole Vergini; prima dell'uscita dal gruppo del chitarrista Jimmy McCulloch e del batterista Joe English. Questa prima versione, molto grezza, venne incisa solo col piano elettrico e una drum-machine e McCartney impiegò diverso tempo per registrare il suo basso. La canzone venne pubblicata come singolo nel marzo 1978, e raggiunse la prima posizione in classifica negli Stati Uniti in primavera. Il singolo raggiunse anche la posizione numero 5 nella classifica britannica.

### Pubblicazioni successive
With a Little Luck venne inclusa anche nelle compilation Wings Greatest (1978), All the Best! (1987), e Wingspan (2001). Esistono due versioni della canzone: la versione estesa presente in London Town che dura 5:45, e la versione su singolo ridotta a 3:13 (con eliminato l'intermezzo strumentale). La versione dell'album è quella inclusa nelle prime due raccolte, mentre la versione del singolo appare in Wingspan.

## Tracce singolo
1. With a Little Luck (Paul McCartney) - 3:13
2. Backwards Traveller/Cuff Link (Paul McCartney) - 3:10